# Eendenmosselen
Eendenmossels of eendenmosselen (Lepadidae) zijn een familie van rankpotigen (Cirripedia), die op hun beurt deel uitmaken van de kreeftachtigen. Ondanks de naam is er geen verwantschap met mosselen of andere weekdieren. Ze zijn daarentegen verwant aan de zeepokken en aan het parasitaire krabbezakje.

## Naamgeving
In de Middeleeuwen was nog niet bekend dat bepaalde soorten eenden en ganzen (anatidae) zoals brandgans en rotgans broeden in de poolstreken en alleen 's winters in de bewoonde delen van Noord- en West-Europa werden waargenomen. Nesten, eieren en donskuikens van deze soorten waren daardoor onbekend. In die tijd bestond de fabel dat de kuikens afkomstig waren uit de eendenmossels die met drijfhout aanspoelden. Daarom heeft deze diergroep het woord eend in de naam. In het Engels heet de brandgans daarom barnacle goose (eendenmosselgans).

## Ontwikkeling
Eendenmosselen (of Percebe in het Spaans) beginnen hun ontwikkeling als nauplius-larve die vervolgens transformeert in de voor Cirripedia typische tweekleppige cypris-larve. De vrijzwemmende larven maken deel uit van het plankton. Tijdens de metamorfose naar volwassen dier verankeren ze zich met de kop naar onder aan het substraat met behulp van een uiterst sterke cement-achtige lijmstof.

## Leefwijze
Volgroeide eendenmosselen bestaan uit een rubberachtige steel die vastzit aan een harde ondergrond, met daarop een in vijf kalkachtige plaatjes gehuld lichaam. De volwassen eendenmosselen zitten vast aan drijvende voorwerpen, als drijfhout, schepen en zelfs zeeschildpadden. Verwante soorten bedekken rotskusten tegenaan de laagwaterlijn.

De zes paar pereopoden zijn omgevormd tot een soort visnetje waarmee plankton uit het water wordt gefilterd. Het abdomen draagt geen aanhangsels en het telson ontbreekt.

## Verspreiding en leefgebied
Ze leven aan het oppervlak van alle oceanen, van de tropen tot in de poolgebieden.

## Onderzoek
Charles Darwin, grondlegger van de evolutietheorie, was de eerste die eendenmosselen uitgebreid bestudeerde. Voor de publicatie van De oorsprong der soorten besteedde hij acht jaar aan het bestuderen van deze soort. Hij gebruikte dit onderzoek naar de eendenmossel als testcase bij een specifieke soort bij zijn algemene theorie van natuurlijke selectie.

## In Nederland waargenomen soorten
- Genus: Conchoderma
  - Conchoderma auritum - (Geoorde eendenossel)
  - Conchoderma virgatum - (Gestreepte eendemossel)
- Genus: Dosima
  - Dosima fascicularis - (Geplooide eendemossel)
- Genus: Lepas
  - Lepas anatifera - (Grote Eendemossel)
  - Lepas anserifera - (Gekielde eendemossel)
  - Lepas pectinata - (Ruwe eendemossel)